# Tim Cain
Tim Cain – producent, główny programista i jeden z najważniejszych projektantów gry komputerowej Fallout (1997). Pracował przez sześć lat w firmie Interplay, zanim założył z Leonardem Boyarskym i Jasonen Andersonem niezależne studio Troika Games. Pracując w Troice współtworzył gry takie jak: Arcanum: Przypowieść o maszynach i magyi (2001), Świątynia pierwotnego zła (2003) i Vampire: The Masquerade – Bloodlines (2004).